# Tropidocephala marginepunctata
Tropidocephala marginepunctata är en insektsart som först beskrevs av Melichar 1903.  Tropidocephala marginepunctata ingår i släktet Tropidocephala och familjen sporrstritar. Inga underarter finns listade i Catalogue of Life.